# Karlskoga
'Karlskoga ( PRONÚNCIA/) é uma cidade industrial sueca da província histórica da Värmland, situada no centro-oeste do país. 
Está situada no canto sudeste da província, na margem norte do lago Möckeln, a 64 km de Karlstad e 44 km de Örebro. 
É conhecida pela sua tradicional indústria de armamento militar, onde hoje em dia é fabricado o sistema de artilharia autopropulsada Archer e a arma anticarro AT-4. 
Tem uma populacão de 27 360 habitantes (2021), e é sede do município de Karlskoga, pertencente ao condado de Örebro. 
Forma um aglomerado urbano em conjunto com as localidades de Bofors e Björkborn. 

## Etimologia e uso
O nome geográfico Karlskoga foi atribuído a uma nova paróquia fundada em 1586. O termo é composto por "Karl", em alusão ao então duque Karl - futuro rei Karl IX (Carlos IX) – e pela palavra "skog" (floresta) em referência à zona florestal entre as províncias históricas da Värmland e  de Närke.
A cidade está mencionada como Karlskogh, em 1602.
Em textos em português costuma ser usada a forma original Karlskoga.

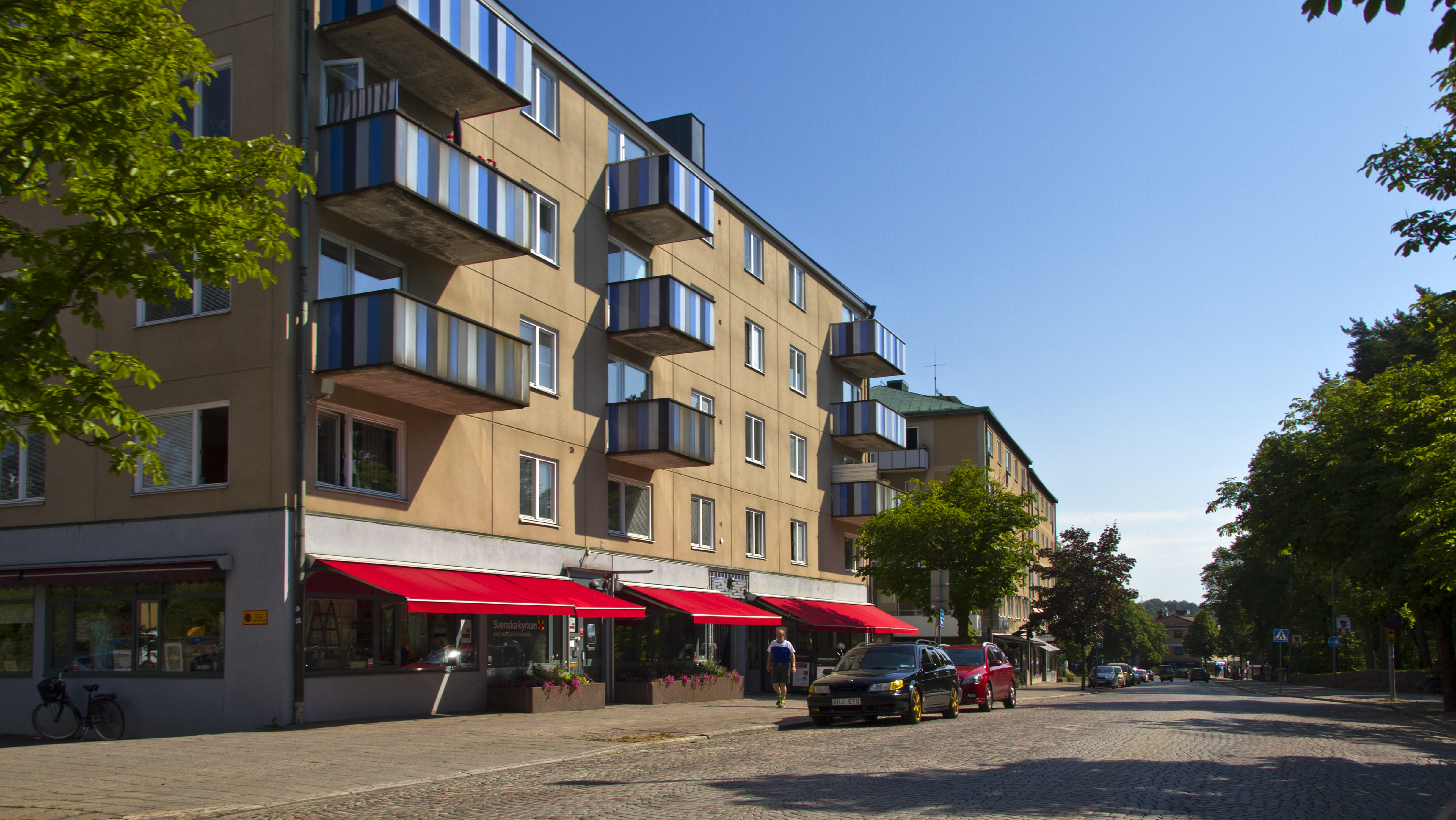
Rua de Karlskoga
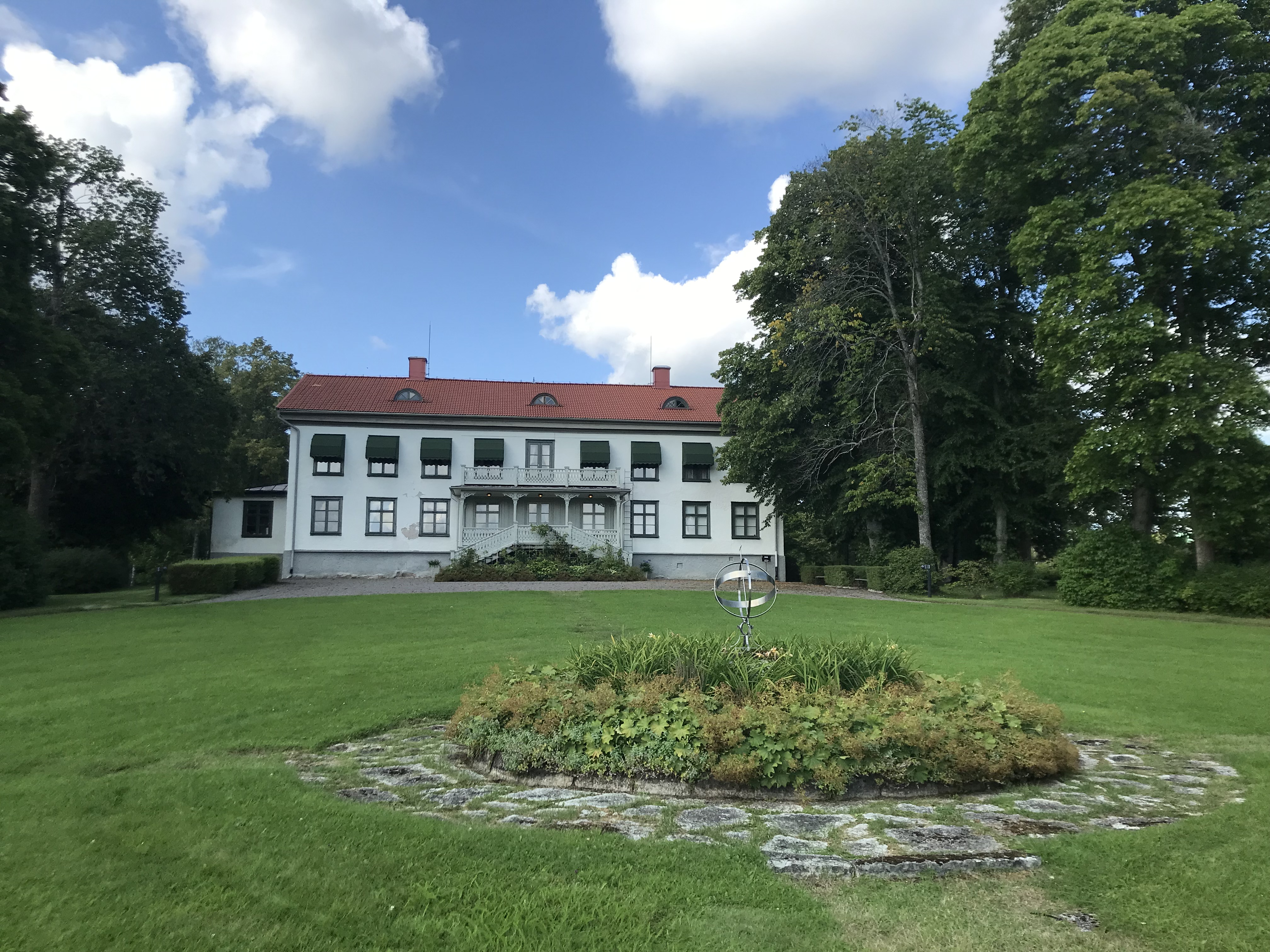
Residência de verão de Alfred Nobel
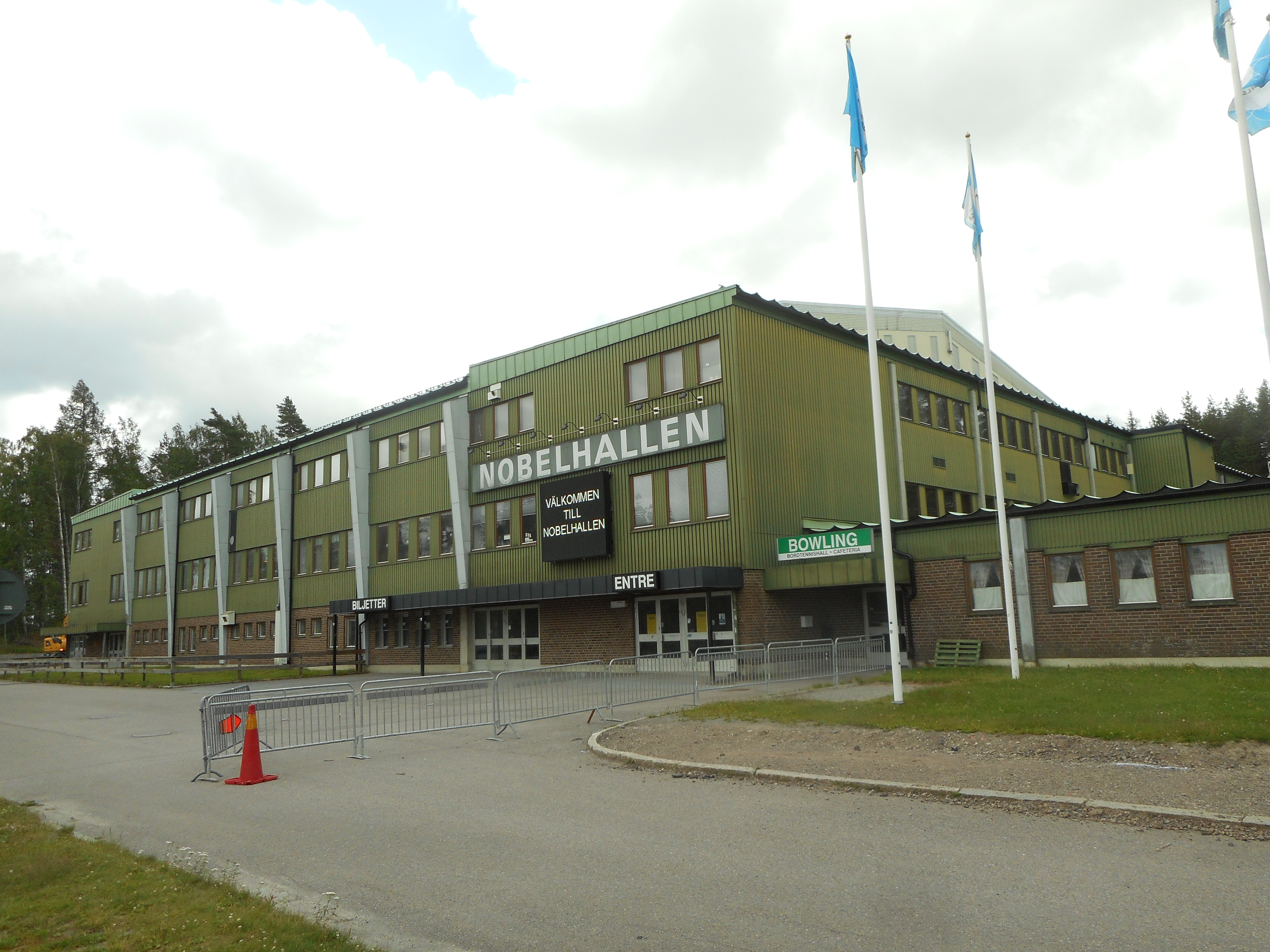
Nobelhallen – arena de hóquei no gelo
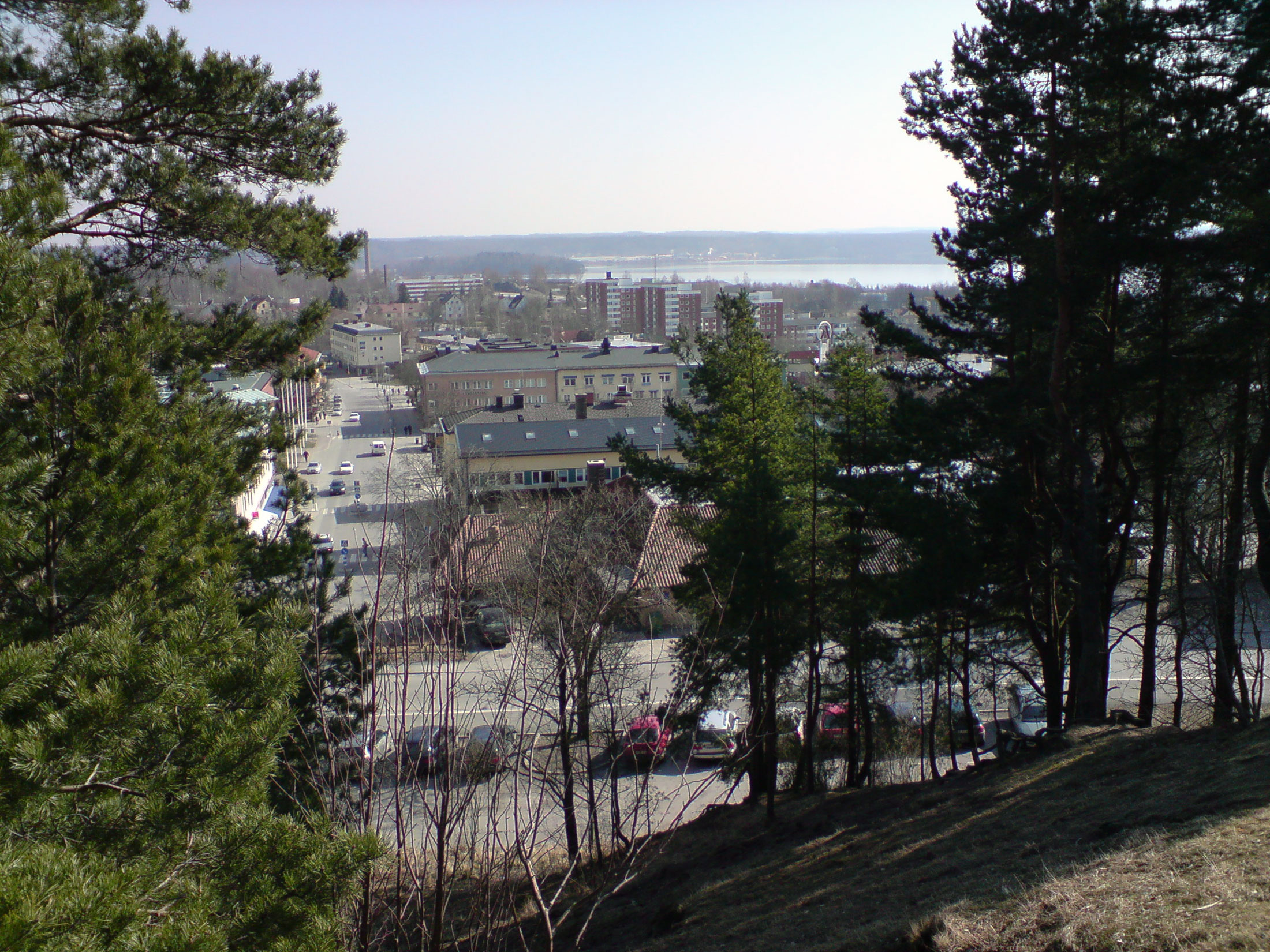
Vista de Karlskoga